# 宮本耀子
宮本 耀子（みやもと ようこ、1977年12月2日 - ）は、日本のモデルであり、元レースクイーンである。

## 人物
京都府生まれ。1999年（平成11年）、『GTチーム・アビリティマリオレーシングギャル』としてレースクイーンデビューし、同年10月からはテレビ番組 『ワンダフル』（TBS)における、「ワンギャル」（第3期生）のひとりとなった。同番組にはレギュラー出演をした。しかしあまり個性を発揮できないまま、翌年1月27日をもって同じくワンギャルだった斉藤繭子と共に番組を降板した。
このことについては後日、雑誌記事でのインタビューに答えて、「放送時は彼氏が居て、自分らしさを発揮できなかった」と語っている。ワンギャルを引退後には、関西でモデル業をしている。

## 出演履歴

### 写真集
- 1999年　「μ 【ミュウ】」

### テレビ
- 1999年　「ワンダフル」
- 2000年  「あかたのげん」

### CM
- 2000年　「ジョージア　ヤルキ充電隊」